# Paula Maddox
Paula Maddox és una creadora de sintetitzadors modulars. Després de fundar la companyia Modal Electronics, va crear mòduls de codi obert sota la seva companyia Dove Audio, que va estar activa des del 2017 fins al 2022, quan va decidir tancar la companyia per problemes amb la cadena de subministrament.